# Чарноткі
Чарноткі (пол. Czarnotki, нім. Schwarzenfeld) — село в Польщі, у гміні Занемишль Сьредського повіту Великопольського воєводства.
Населення — 258 осіб (2011).
У 1975-1998 роках село належало до Познанського воєводства.

## Демографія
Демографічна структура станом на 31 березня 2011 року:
|          | Загалом | Допрацездатний вік | Працездатний вік | Постпрацездатний вік |
| -------- | ------- | ------------------ | ---------------- | -------------------- |
| Чоловіки | 127     | 26                 | 88               | 13                   |
| Жінки    | 131     | 27                 | 84               | 20                   |
| Разом    | 258     | 53                 | 172              | 33                   |